# Lizzie Fletcher
Elizabeth Ann Fletcher  (Houston, 13 de fevereiro de 1975) é uma política e advogada norte-americana do estado do Texas. Filial ao Partido Democrata, ela representa o 7° distrito congressional na Câmara dos Representantes dos Estados Unidos desde 2019. O distrito, que já foi representado pelo ex-presidente George H. W. Bush, inclui regiões do sudoeste de Houston e do Condado de Harris, bem como do norte do Condado de Fort Bend.

## Biografia
Fletcher nasceu em Houston, no Texas em 13 de fevereiro de 1975. Ela cresceu no bairro de River Oaks e se formou na St. John's School.
Fletcher deixou para estudar no Kenyon College em Ohio, onde recebeu honras Phi Beta Kappa.
Ela retornou a Houston, onde trabalhou para o escritório de advocacia Vinson & Elkins, onde conheceu seu marido, Scott. Posteriormente, trabalhou na Ahmad, Zavitsanos, Anaipakos e na Alavi & Mensing, onde conheceu o seu marido, Scott, e se tornou a primeira mulher sócia da empresa.